# کاترین ویلیامز
کاترین ویلیامز (انگلیسی: Kathryn Williams؛ زادهٔ ۱۹۷۴ (۵۰–۵۱ سال)) یک موسیقی‌دان اهل بریتانیا است.